# Eurochannel
Eurochannel ist ein Fernsehsender, der über Kabel und Satellit in Hispanoamerika, Brasilien, Kanada und in der Karibik empfangen werden kann. Es werden ausschließlich europäische Programme in Originalversion mit Untertiteln gesendet. Derzeit wird Eurochannel von mehr als 200 Kabel- und Satellitenprovidern angeboten. Der Sender erreicht damit in über sechs Millionen Haushalten dieser Regionen mehr als 22 Millionen Zuschauer in 20 Ländern.

## Geschichte
Gegründet wurde der Sender 1994 von der Abril-Gruppe in Brasilien. Im Jahr 2000 wurde der Sender von MultiThematiques Inc. (Canal+ Gruppe und Vivendi) erworben. Vier Jahre später wurde er von dem Medienunternehmer Gustavo Vainstein gekauft.

## Programme
Eurochannel sendet ausschließlich europäische Programme in Originalversion mit Untertiteln, um die europäische Kultur und Lebensstil weltweit zugänglich zu machen.
Im Juli 2009 führte Eurochannel für Zuschauer eine monatliche Online-Zeitschrift ein, die in französischer, englischer, spanischer und portugiesischer Übersetzung erscheint.

### Eurocinéma
Über siebzig Spielfilme monatlich und drei Filmpremieren wöchentlich bilden das Kinoprogramm Eurocinéma. Darüber hinaus gibt es inhaltliche Reihen.
- Filmreihen mit jeweils vier Filmen vom selben Regisseur, denselben Hauptdarstellern oder gleicher Thematik
- Themenabende, die bestimmte Darsteller, Regisseure oder spezielle Themen in Spielfilmen und Dokumentationen herausstellen.
- Programme, die aus historischen Werken des europäischen Kinos bestehen.

### Euroserien
- Literarische Serien: Balzac, une vie de passion, mit Gérard Depardieu und Fanny Ardant; L’Enfant des Lumieres, mit Nathalie Baye; Rastignac, mit Jocelyn Quivrin und Flannan Obe; Les Miserables, mit Gerard Depardieu, Jeanne Moreau und John Malkovich; Le Miroir de l’Eau, mit Line Renaud und Cristiana Reali.
- The Office (eine britische Comedy-Fernsehserie)
- Coupling (eine britische Sitcom)
- H (französische Serienkomödie)
- Manchild (eine britische Comedy-Serie)
- Clara Scheller (französische Fernsehserie ähnlich wie Sex and the City)
- Venus et Apollon (Serie nach dem Spielfilm Venus Beauté)
- Le septième ciel (2005) (belgische Serie)
- People Like Us (1999) (britische Comedy-Serie)
- Burn It (2003) (britische Drama-Serie)
- Fans United (2005) (britische Serie)
- High Times (2004) (schottische Comedydrama-Serie)
- KDD – Kriminaldauerdienst (2010/2011) (Deutsche Krimiserie)

### Euromusik
Konzerte, Interviews, Videos, Dokumentationen, Sonderbeiträge aus der europäischen Popmusik-Szene und Nachrichten über Bands und Künstler. Jeden Sonntag steht ein bedeutendes Konzert oder ein Spezialevent auf dem Programm.

### Eurotravel
Eurochannel zeigt Plätze und Reiseziele in Europa. Auch Tipps für Ferienwohnungen, Shopping, Restaurants und kulturelle Ereignisse sind Bestandteil dieser Sparte.

### Euromode
Euromode zeigt Ereignisse und Trends aus der Welt der Mode von bedeutenden Modedesignern. Porträts der Modegrößen, Interviews, Dokumentarfilme über die berühmtesten Namen der Modewelt, Lifestyle und Trends

### DokumentarfilmEuropa Paulistana
Eurochannel und die brasilianische Firma Grifa Mixer Production haben zusammen einen vierteiligen Dokumentarfilm mit dem Titel Europa Paulistana produziert und berichten darin aus der brasilianischen Großstadt São Paulo über Europäer, die in Brasilien leben. Berichtet wird über den Lifestyle und das tägliche Leben dieser Menschen.